# Canciones funcionales / Ángel Parra interpreta a Atahualpa Yupanqui
Canciones funcionales / Ángel Parra interpreta a Atahualpa Yupanqui es el décimo álbum de estudio del cantautor chileno Ángel Parra, lanzado en 1969.
El primer lado del vinilo se titula Canciones funcionales, con Julio Villalobos (líder de los Blops) acompañando en guitarra. El segundo lado, que lleva por nombre Ángel Parra interpreta a Atahualpa Yupanqui, contiene obras del reconocido cantautor y escritor argentino.

## Lista de canciones
Toda la música compuesta por Ángel Parra. 
| Canciones funcionales |                               |          |  |
| N.º                   | Título                        | Duración |  |
| 1.                    | «El tuerca»                   |          |  |
| 2.                    | «Los embajadores»             |          |  |
| 3.                    | «La democracia»               |          |  |
| 4.                    | «El banquerito»               |          |  |
| 5.                    | «El Drugstore»                |          |  |
| 6.                    | «La T.V.» (o «La televisión») |          |  |

Toda la música compuesta por Atahualpa Yupanqui, junto con quienes se indican. 
| Ángel Parra interpreta a Atahualpa Yupanqui |                          |                 |             |          |  |
| N.º                                         | Título                   | Letras          | Música      | Duración |  |
| 7.                                          | «Preguntitas sobre Dios» |                 |             |          |  |
| 8.                                          | «El aromo»               | Romildo Risso   |             |          |  |
| 9.                                          | «En el Tolima»           |                 | Ángel Parra |          |  |
| 10.                                         | «Meta bala»              |                 | Ángel Parra |          |  |
| 11.                                         | «Juan»                   | Pablo del Cerro |             |          |  |